# 海德拉奧特斯混沌
海德拉奧特斯混沌（Hydraotes Chaos）是火星上欧克西亚沼区的一個破裂區域，中心座標0.8° N，35.4° W，寬417.5公里，以火星古典反照率特徵命名。 